# Matinera menuda de Gould
La matinera menuda de Gould (Schoeniparus brunneus) és un ocell de la família dels pel·lorneids (Pellorneidae).

## Hàbitat i distribució
Habita garrigues, praderies, vegetació secundària i boscos a l'est de l'Índia als Khasi i Cachar, Manipur i Nagaland, oest i nord de Myanmar, centre i sud de la Xina des de Szechwan, sud de Shensi, Hupeh, Anhwei, Kiangsi i Fukien cap al sud fins Yunnan, Kwangsi, Kwantung i Hainan, Taiwan, nord de Laos i nord del Vietnam, al nord-oest de Tonquín.